# Boerderij De Oude Melm
Boerderij De Oude Melm is een gemeentelijk monument op de Grote Melm aan de Grote Melmweg in Soest in de provincie Utrecht. Melm betekent droge aarde of doorwaadbare plaats.
De boerderij staat aan het eind van de vroegere veerweg. Het heeft een afgewolfd rieten dak. Links aan de voorzijde is een bepleisterde kruk aangebouwd. In de symmetrische voorgevel zijn vier vensters en muurankers aangebracht. Het achterhuis is van het type middenlangdeel. Het heeft een lage zijgevel en dakvoet. De baander in de bepleisterde achtergevel is onder een halfronde overspanning geplaatst. 
De bakstenen veeschuur achter de boerderij is verbouwd tot woning. Het schilddak is gedekt met riet en grijze dakpannen. 
Aan de overzijde van de weg staat een schaapskooi met gepotdekselde zijkanten.

## Zie ook

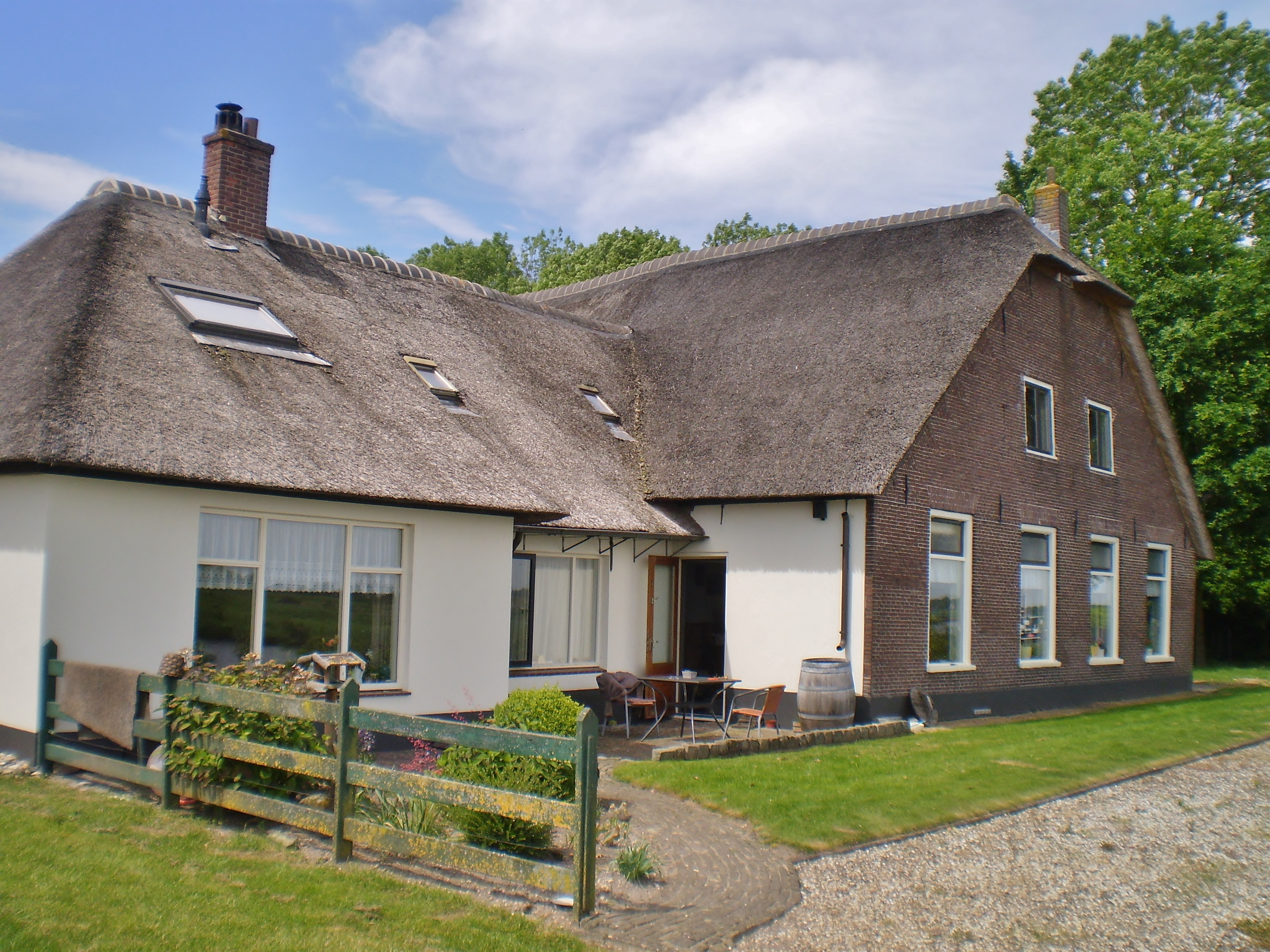
voorzijde
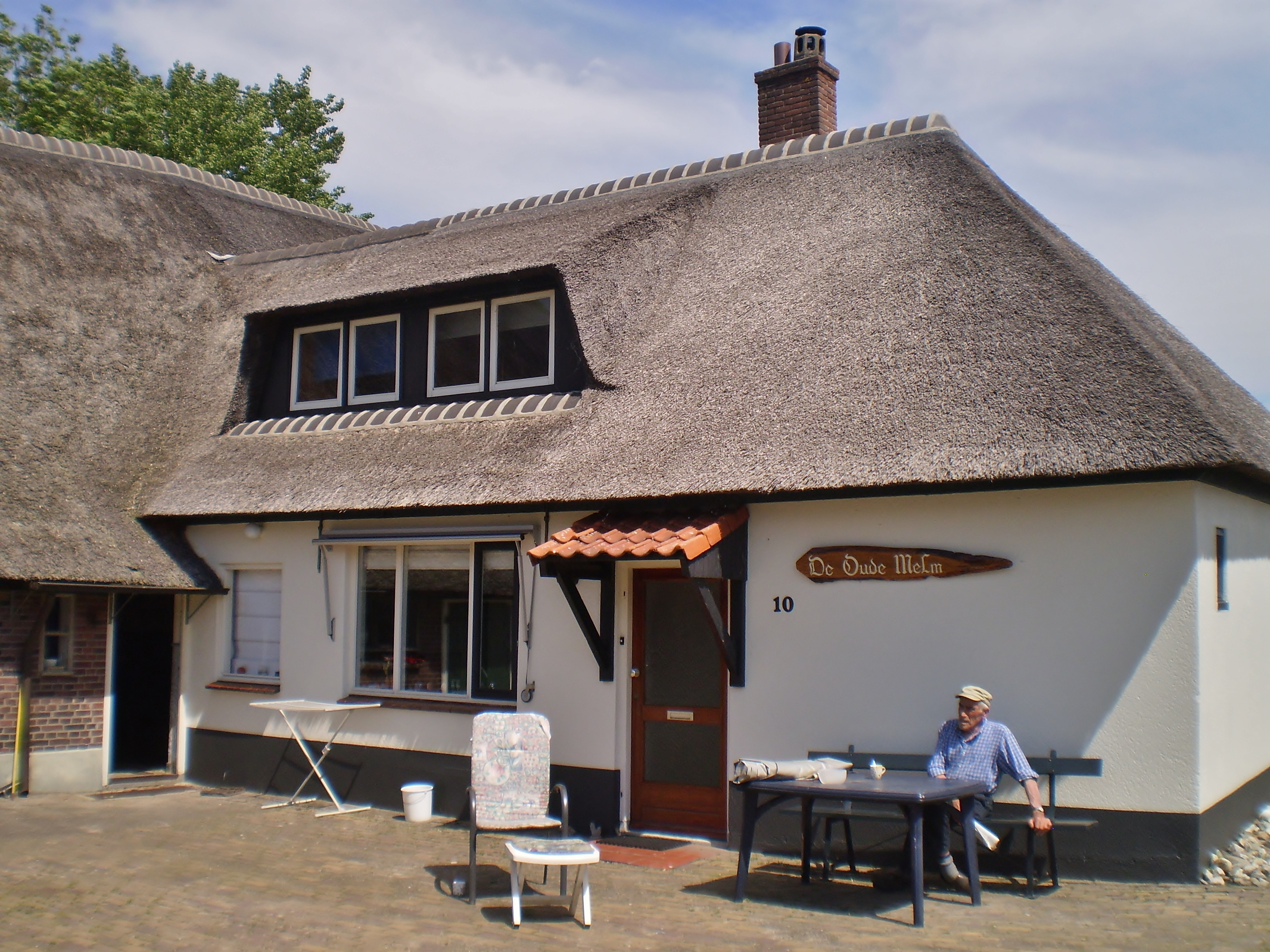
verbouwde varkensschuur